# Noms propres gaulois

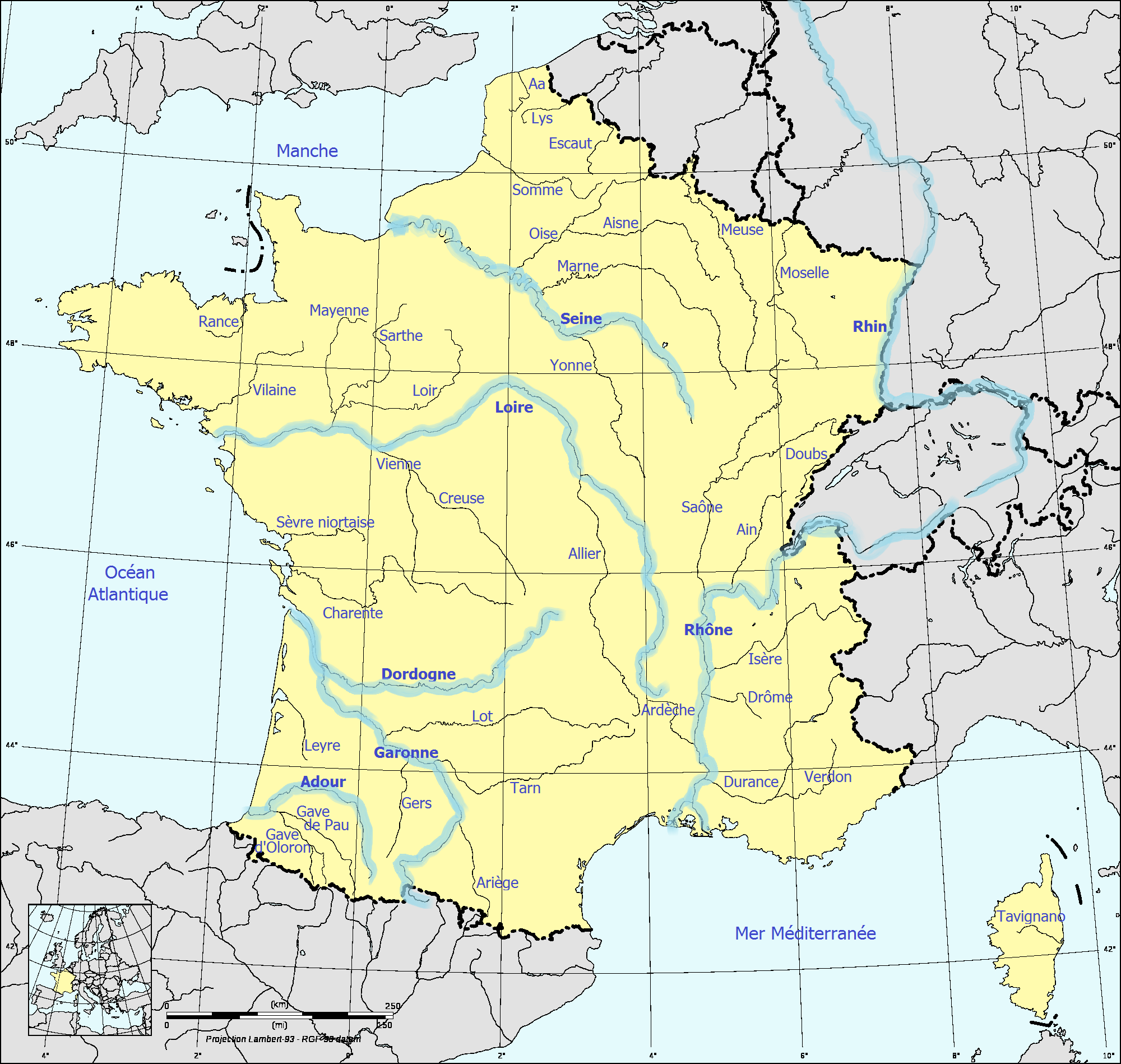
De nombreux hydronymes français renvoient au gaulois.

Seuls quelques noms gaulois sont passés en français, par exemple Brice, mais les textes anciens et les inscriptions en donnent beaucoup d'autres.

## Divinités
| Nom                     | Préfixe | Racine 1                            | Racine 2                            | Suffix | Signification                              | Attestation                |
| ----------------------- | ------- | ----------------------------------- | ----------------------------------- | ------ | ------------------------------------------ | -------------------------- |
| Belenos                 |         |                                     |                                     |        |                                            |                            |
| Belisama                |         |                                     |                                     |        |                                            |                            |
| Cernunnos               |         | carnon « cornu »                    | nunnos- « beau »                    |        | Beau cornu/ Belle corne                    |                            |
| Epona                   |         | ekwos- « cheval »                   |                                     | -a     | Grande jument                              |                            |
| Gobannos                |         | goban « forgeron »                  |                                     |        |                                            |                            |
| Lug                     |         | leuk- « briller / lumière »         |                                     |        | Le Lumineux                                | Lieux : Lyon, Loudun, Laon |
| Nantosuelte             |         | nanto- « vallée »                   | Swel- « Soleil »                    |        | Vallée chauffée par le soleil              |                            |
| Nemetona                |         | nemeto- « lieux sacrées / nemeton » |                                     |        |                                            |                            |
| Rosemerta               |         | ro- « très / beaucoup / grand »     | smert- « s'occupant de/prodiguant » | -a     | la Très Généreuse /la Grande dispensatrice |                            |
| Sirona, Đirona, Thirona |         |                                     |                                     |        | Étoile / Astre                             |                            |
| Sucellos                |         | su- « bon, bien »                   | cellos- « marteau / frappeur »      |        | Bon frappeur / Tape dur                    |                            |
| Taranis                 |         | ten-H- « du Tonnerre »              | ros- « maître »                     |        | Maître du tonnerre                         |                            |

## Nom de personnes
| Nom                  | Préfixe          | Racine 1                                   | Racine 2                           | Suffix | Signification | Attestation                                                                               |
| -------------------- | ---------------- | ------------------------------------------ | ---------------------------------- | ------ | ------------- | ----------------------------------------------------------------------------------------- |
| Atepios / Attepios   |                  |                                            |                                    |        |               | Attichy (Soissonnais)                                                                     |
| Bienos               |                  |                                            |                                    |        |               | Biennac (paroisse à l'est de Rochechouart en Poitou)                                      |
| Ambigatos            |                  | ambi- « des deux côtés »                   | catu- « combat »                   |        |               | roi légendaire des Bituriges Cubes                                                        |
| Brennos              |                  |                                            |                                    |        |               |                                                                                           |
| Bargios              |                  |                                            |                                    |        |               | Barjac (Nimois)                                                                           |
| Briccos              |                  | briccios ou briccos « tacheté » « tavelé » |                                    |        |               | Brécé (Rennais)                                                                           |
| Carantos / Carentios |                  | car- « aimer », caros / cara « ami(e) »    |                                    |        |               | Carency, Carentan, Charency, Charancieu, Charenton-du-Cher, Chérencé-le-Héron (Avranchin) |
| Carios               |                  |                                            |                                    |        |               | Chirac (Marche)                                                                           |
| Celtillos            |                  |                                            |                                    |        |               |                                                                                           |
| Connos / Connios     |                  |                                            |                                    |        |               | Cognac. Monnaies des Bituriges Cubes / Lémovices                                          |
| Correos              |                  |                                            |                                    |        |               | chef bellovaque                                                                           |
| Gobannitio           |                  | goban « forgeron »                         |                                    |        |               |                                                                                           |
| Gabrinos             |                  | gabros « chèvre »                          |                                    |        |               | Giverny (Évrecin)                                                                         |
| Icios                |                  |                                            |                                    |        |               | Ifs (Bessin)                                                                              |
| Matugenos            |                  | matu- « bon, favorable » et aussi « ours » | genos « lignée »                   |        |               | Monnaie des Leuques                                                                       |
| Pennouindos          |                  | penno- « pointe » « tête »                 | uindos / uinda « blanc / blanche » |        |               | Monnaies attribuées aux Meldes Commune de Pavant                                          |
| Segomaros            |                  | sego « victoire » « force »                | maros / mara « grand(e) »          |        |               | Dédicace à Belisama (Nîmes) Inscription de Couchey (Bourgogne)                            |
| Senios               |                  | senos « vieux »                            |                                    |        |               | Seignosse (Maremne)                                                                       |
| Uillos               |                  |                                            |                                    |        |               | Dédicace à Belisama (Nîmes)                                                               |
| Vercingétorix        | uer- « suprême » | cingeto- « guerrier »                      | rix « roi »                        |        |               | Jules César, La Guerre des Gaules                                                         |